# Proteinoza pęcherzyków płucnych
Proteinoza pęcherzyków płucnych (łac. proteinosis alveolorum, ang. pulmonary alveolar proteinosis, PAP) – bardzo rzadka choroba o nieznanej etiologii, polegająca na upośledzeniu wymiany gazów w płucach wywołanej gromadzeniem się w pęcherzykach płucnych substancji podobnej do surfaktantu.
Prawdopodobnie w mechanizmie patogenetycznym choroby biorą udział uszkodzone makrofagi, co powoduje zaburzenie usuwania surfaktantu z pęcherzyków płucnych. Poza postacią pierwotną opisywano wrodzone przypadki choroby, a także postać wtórną w przebiegu nowotworów układu krwiotwórczego i chłonnego oraz zakażeń Nocardia, Histoplasma, cytomegalowirusem.

## Objawy
- duszność,
- zmęczenie,
- spadek masy ciała,
- stan podgorączkowy,
- suchy kaszel,
- palce pałeczkowate,
- sinica,
- zmiany osłuchowe nad płucami w postaci trzeszczeń.

## Badania dodatkowe
W badaniach laboratoryjnych stwierdza się podwyższoną aktywność LDH w surowicy krwi. W surowicy można także wykazać obecność przeciwciał przeciw GM-CSF. W badaniu RTG i HRCT płuc stwierdza się tzw. "obraz mlecznej szyby", ponadto w tym drugim badaniu widoczny jest tzw. "obraz kamienia brukowego". Popłuczyny oskrzelowo-płucne mają wygląd mleczny. W badaniu cytologicznym popłuczyn stwierdza się dużą ilość białka, tłuszczów oraz wypełnione nimi makrofagi.

## Leczenie i rokowanie
Podstawowym elementem leczenia jest wypłukiwanie z płuc zalegającego w nich materiału za pomocą płynu wlewanego przez specjalną rurkę. Prowadzone są też badania nad wykorzystaniem w terapii GM-CSF. Nieleczona choroba prowadzi do niewydolności oddechowej. Leczenie poprawia rokowanie.